# Jeffrey Carney
Jeffrey Martin Carney (* 25. September 1963 in Cincinnati), seit 1994 offiziell Jens Karney, ist ein ehemaliger US-amerikanischer Agent der DDR. Er war Unteroffizier der US-Luftwaffe, der in West-Berlin als Agent der DDR-Staatssicherheit tätig war.

## Leben
Jeffrey Carney durchlebte eine Jugend, die ihn unter anderem wegen seiner homosexuellen Veranlagung deprimierte. Er trat im Alter von 17 Jahren in die US Air Force ein, unter anderem um seine bisherigen Lebensumstände hinter sich zu lassen. Im Militär fühlte er sich allerdings ebenso ungewollt und musste seine Homosexualität verstecken.
Carney arbeitete als Angehöriger der „6912 Electronic Security Group“ unter anderem auf dem Flughafen Tempelhof und der Radaranlage Marienfelde. Obwohl er keine hochrangige Position bekleidete, wurde er wegen seiner Deutschkenntnisse als Linguist eingesetzt und gelangte so an geheime Dokumente. Am Checkpoint Charlie hatte er sich 1982 – andere Quellen sprechen von Oktober 1983 – Mitarbeitern der Stasi angedient, die ihn angeblich als Quelle der Hauptverwaltung Aufklärung verpflichtet haben. Er wurde unter dem Decknamen „Kid“ geführt. Nach seiner Verlegung 1984 zurück in die USA flüchtete er 1985 in die Botschaft der DDR in Mexiko. Von dort wurde er aus Mexiko nach Kuba geschmuggelt und gelangte über Prag in die DDR. Dort wurde er ebenfalls in der Fernmeldeaufklärung eingesetzt und ihm unter dem Namen Jens Karney ein bis 15. Dezember 1999 gültiger Personalausweis der DDR, mit dem gefälschten Geburtsort Dessau statt Cincinnati, ausgestellt. Die Stasi besorgte ihm eine Wohnung im Berliner Bezirk Marzahn und beschäftigte ihn mit der Auswertung neuer West-Berliner Gesprächsmitschnitte, darunter mitgeschnittene Autotelefonate des amerikanischen Stadtkommandanten in Berlin. Er wurde bis zur Wende von der Stasi dazu angehalten, gezielt nach weiblichen Opfern für deren Romeos Ausschau zu halten. Am 22. November 1985 erhielt er die Medaille der Waffenbrüderschaft in Gold, die Verleihungsurkunde war von Erich Mielke unterzeichnet.
Der geheimdienstliche Schaden seiner Spionagetätigkeit betrug nach späteren Schätzungen 14,5 Milliarden Dollar. Nach der deutschen Einheit erhielt er bundesdeutsche Ausweispapiere.

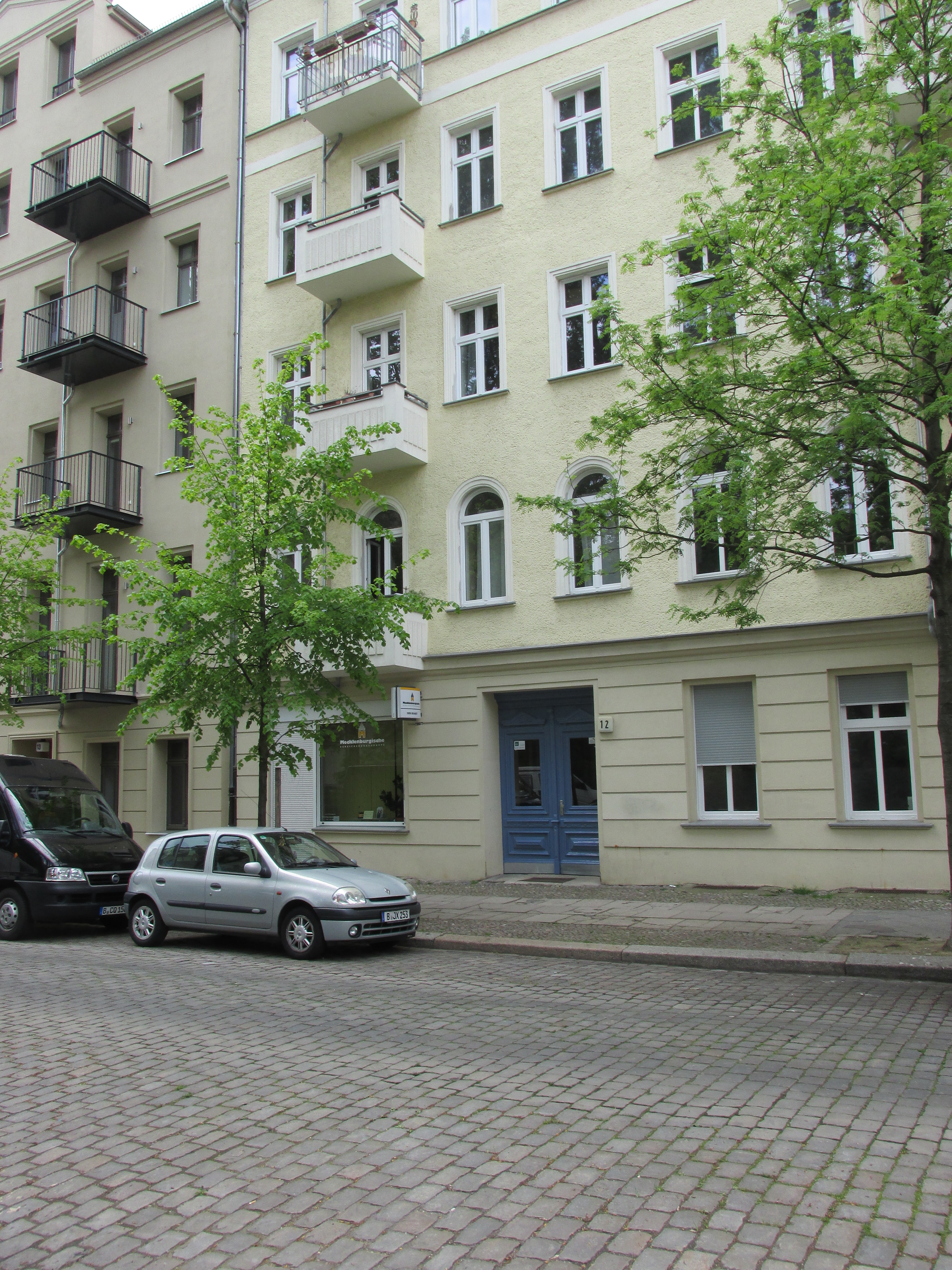
Pintschstraße 12, 10249 Berlin-Friedrichshain (2014)

Nach der Wende arbeitete er als U-Bahn-Fahrer in Berlin. Unbestätigten Berichten zufolge verrieten Stasi-Überläufer den US-Diensten, wo sich Carney aufhielt. Agenten des US-Geheimdienstes United States Air Force Office of Special Investigations entführten ihn am 22. April 1991 auf offener Straße in der Nähe seiner Wohnung in der Pintschstraße 12 in Berlin-Friedrichshain. Er wurde über den Flughafen Berlin-Tempelhof und die Ramstein Air Base in die USA verschleppt und dort angeklagt. Deutsche Stellen waren nicht informiert worden, und die damalige Bundesregierung (Kabinett Kohl IV) hatte laut Spiegel dagegen nur „leise protestiert“. Carney wurde zu 38 Jahren Haft verurteilt. Dieses Verfahren wurde auf eigenen Wunsch als nichtöffentlicher Prozess geführt.
Erst nachdem auch deutsche Medien über den Fall berichtet hatten, übergab die Bundesregierung (Kabinett Kohl V) im US-Außenministerium eine Protestnote gegen die „gewaltsame Rückführung“ Carneys. Bei der Entführung des Mannes handelte es sich laut interner Einschätzung der Bonner Behörden um eine klare Völkerrechtsverletzung. Das Besatzungsrecht war im April 1991 ausgelaufen und die Entführung fand fünf Wochen später statt.
1994 ließ er in den USA seinen Namen offiziell auf Jens Karney ändern.
Nach seiner vorzeitigen Haftentlassung aus dem Gefängnis Fort Leavenworth im Jahr 2003 weigerten sich die deutschen Behörden, ihn als Staatsbürger anzuerkennen (siehe Deutsche Staatsangehörigkeit). Nach Auffassung der Berliner Innenbehörde handelt es sich bei seinen DDR-Papieren um Scheindokumente des DDR-Geheimdienstapparates, eine tatsächliche Einbürgerung durch die DDR könne er nicht nachweisen. Im August 2013 veröffentlichte Carney seine Memoiren unter dem Titel Against All Enemies: An American's Cold War Journey.
Zu seiner Motivation sagte Carney später, er sei voller Hass auf sein Land, seine Kollegen und seine Familie gewesen. Er litt unter seiner nach außen hin verborgenen Homosexualität und den daraus folgenden Demütigungen durch Kameraden.

## Filmische Rezeption
- YouTube-Kanal von Jeffrey Carney (against all enemies)[10]:
  - Focus TV, Reportage vom 19. Mai 1998 auf YouTube – so wurde der Fall der Entführung des Jens Karney erstmals öffentlich gemacht.
  - Johannes B. Kerner Show, Interview Jens Karney am 24.6.2003 auf YouTube – erster Auftritt von Jens Karney im deutschen Fernsehen.
- Arte-Doku 720-513, 19. März 2020: Ein Stasi-Maulwurf bei der NSA (TV)
- MDR, 30. September 2021: Mielkes Maulwurf bei der NSA (TV)[6]